# Bulbophyllum aureoapex
Bulbophyllum aureoapex är en orkidéart som beskrevs av Rudolf Schlechter. Bulbophyllum aureoapex ingår i släktet Bulbophyllum och familjen orkidéer. Inga underarter finns listade i Catalogue of Life.